# Майкомген
Майкомге́н (каз. Майкөмген) — аул у складі Жилиойського району Атирауської області Казахстану. Адміністративний центр Майкомгенського сільського округу.
У радянські часи аул називався Майкумген.
Населення — 1279 осіб (2021; 379 у 2009, 1038 у 1999, 940 у 1989).